# Дзорагет (село)
Дзораге́т (арм. Ձորագետ, до 1978 года — Колагера́н) — село в Лорийской области Армении. Расположено при слиянии рек Памбак и Дзорагет. В селе находится железнодорожная станция Туманян (на линии Тбилиси — Гюмри).
Посёлок Колагеран возник в конце 1920-х годов при строительстве Дзорагетской ГЭС. В 1940 году Колагеран получил статус посёлка городского типа. В 1978 переименован в Дзорагет. В то время посёлок входил в Гугаркский район. В начале 1990-х Дзорагет был преобразован в село.

## Население
| 1959 | 1970 | 1979 | 1989 | 2001 |
| ---- | ---- | ---- | ---- | ---- |
| 856  | 528  | 334  | 380  | 325  |